# Procinetus venator
Procinetus venator är en stekelart som beskrevs av Viktorov 1968. Procinetus venator ingår i släktet Procinetus, och familjen brokparasitsteklar. Inga underarter finns listade.